# RIKEN

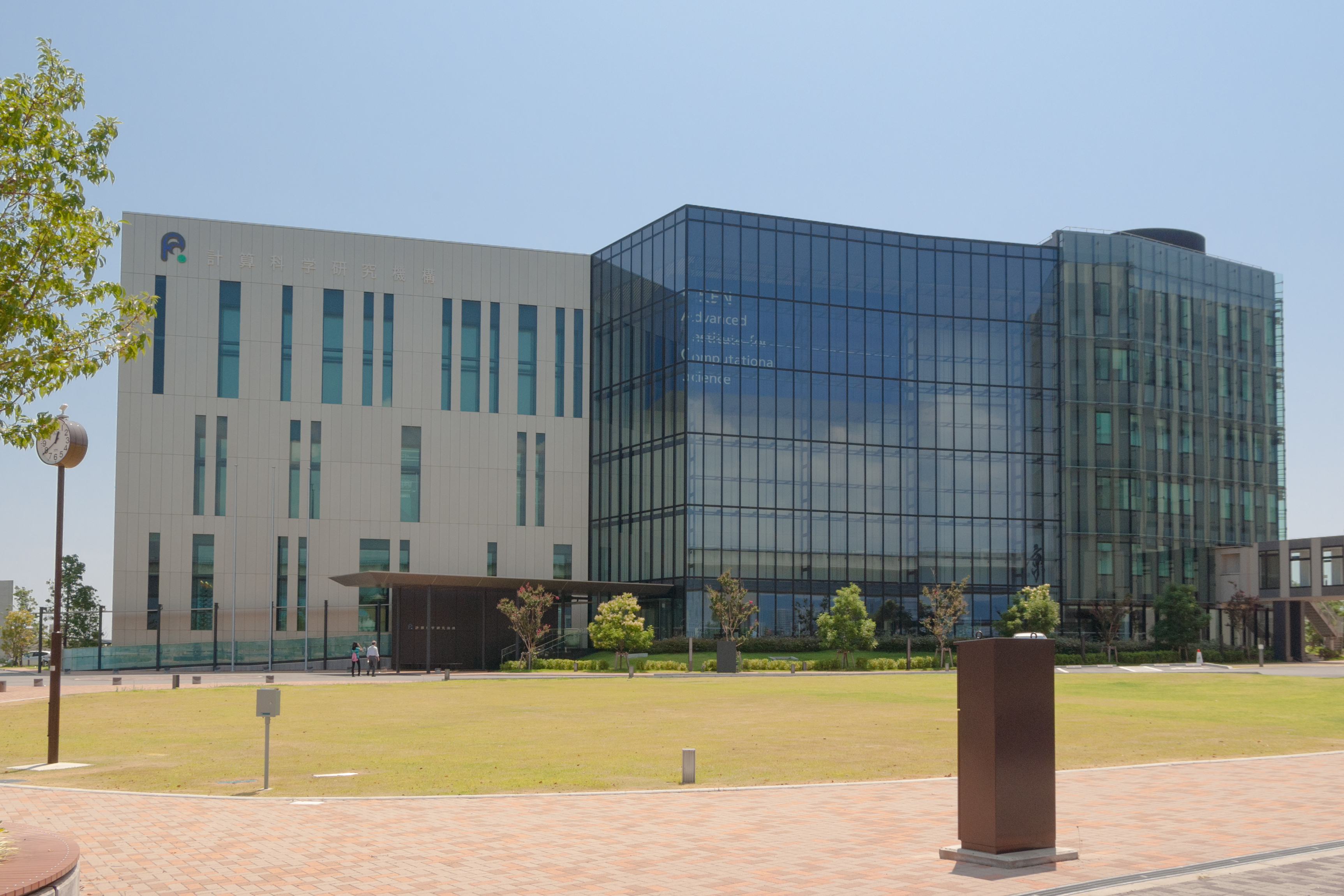
Una delle sedi

Il RiKen (理研) è un centro giapponese di ricerca scientifica, avente sette campus e circa 3000 scienziati in tutto il Giappone.
Il nome intero giapponese di Ri Ken (理研) è RIkagaku KENkyūsho" (理化学研究所), che letteralmente significa Istituto di ricerca chimica e fisica; quindi Riken è l'acronimo in giapponese.

## Storia
Fu fondato nel 1917 come fondazione privata, stabilita nell'area Komagome nel quartiere Bunkyo, Tokyo, e finanziata con donazioni imperiali, sussidi governativi e contributi privati, con lo scopo di contribuire allo sviluppo dell'industria giapponese.
Il Principe Sadanaru, di Fushimi, fu il suo Direttore Generale, dal 1917 al 1923; e Dairoku Kikuchi fu il suo primo Presidente; mentre Koi Furuichi fu il suo secondo Presidente, dal 1917 al 1921;
mentre il terzo Presidente fu il Visconte Masatoshi Okouchi, dal 1921 al 1946. Quest'ultimo stabiliva l'organizzazione Riken come un zaibatsu.
Nel 1935 avrebbe avuto 8 compagnie; nel 1936 ne avrebbe avuto 15, nel 1937 ne avrebbe avuto 32, e nel 1939 ben 63 compagnie e 121 fabbriche, compreso lo Riken Kankoshi che ora si chiama Ricoh.
Il RiKen (理研) conduceva la ricerca in tutti i settori scientifici, compreso la fisica, la chimica, la biologia, la scienza medica, l'ingegneria e la scienza di calcolo.

## Programma nucleare
Il programma nucleare militare durante la guerra fu diretto dal professor Yoshio Nishima (che era amico di Niels Bohr); iniziò nel luglio del 1941 al Riken (che era l'Istituto per le ricerche sulla fisica e la chimica istituita fin dal 1931) ed era ubicato a Tokyo.
Ma i bombardamenti su Tokyo danneggiarono gravemente l'Istituto tanto che fu necessario trasferirlo presso Hŭngnam (già Konan) nella Corea del nord, dove esistevano delle miniere di materiale radioattivo, anche se non in quantità sufficiente.

## Personalità
- Dairoku Kikuchi, matematico e primo Direttore del RIKEN
- Kikunae Ikeda, ricercatore e scopritore glutammato monosodico e del gusto chiamato umami.
- Hantarō Nagaoka, che propose il modello saturniano dell'atomo
- Kotaro Honda, inventore del KS steel
- Umetaro Suzuki, ricercatore e scopritore della vitamina B1
- Torahiko Terada, fisico e saggista
- Yoshio Nishina, importante fisico atomico che ha lavorato con Bohr, Einstein, Heisenberg e Dirac
- Shinichiro Tomonaga, vincitore nel 1965 del Premio Nobel per la fisica per il suo lavoro sull'elettrodinamica quantistica
- Hideki Yukawa, fisico che vinse nel 1949 il Premio Nobel per la Fisica per la predizione dei pioni
- Ryōji Noyori, attuale Presidente e vincitore del Premio Nobel per la Chimica nel 2001